# Lampropeltis triangulum nelsoni
Il Lampropeltis triangulum nelsoni (Blanchard, 1920) è un serpente appartenente alla famiglia Colubridae.
Il suo nome è stato scelto in onore di Edward William Nelson, che lavorò per l'U.S. Biological Survey, divenendone il capo nel 1916.

## Distribuzione
È stato rinvenuto dagli Stati messicani di Guanajuato e Jalisco centrale fino alla costa dell'Oceano Pacifico.

## Descrizione
Il serpente adulto è lungo circa 107 cm. La sua dieta è abbastanza variegata. Infatti, mangia sia uccelli che piccoli roditori, lucertole, anfibi ed altri serpenti, incluse alcune specie velenose. Ha una discreta resistenza al veleno degli altri serpenti del suo habitat. Spesso viene confuso, anche dagli erpetologi o dagli appassionati erpetofili, con il più comune Serpente del Latte di Sinaloa (Lampropeltis triangulum sinaloae). Solo dopo un accurato studio dell'erpetologo Kenneth Williams nel 1978 il Serpente del latte di Nelson fu riconosciuto come specie a sé stante. La confusione nell'identificazione delle due sottospecie è dovuta anche all'ibridazione guidata in terrario per trasmettere a L.t.sinaloae il gene dell'albinismo. La più semplice, per quanto empirica, regola per stabilire l'appartenenza di un soggetto ad una o all'altra sottospecie è il rapporto di lunghezza tra i tratti rossi e quelli cerchiati (nero, bianco, nero) del corpo: nei Sinaloae, detto rapporto è di 3:1, vale a dire ogni tratto tricolore ce n'è uno rosso tre volte più grande, mentre nel Serpente del Latte di Nelson il rapporto è 2:1. Inoltre, gli esemplari di Lampropeltis triangulum sinaloae "puri" hanno mediamente soltanto 12-14 bande rosse (Williams, 1978).